# Ружица Алексов
Ружица Алексов Николић (Димитровград, 12. мај 1962) је српска параолимпијка и такмичарка у стрељаштву.

## Каријера
Такмичила се у дисциплини ваздушни пиштољ и у каријери је освајала медаље на свим великим такмичењима. У ризници трофеја има чак 18 одличја, по 4 са Параолимпијских игара и европских првенстава и 10 са шампионата света.
Јединствена је по томе што има обједињене и све три титуле, а до победничког постоља стигла је и екипно у редовном програму где је гађала са Јасном Шекарић.